# Sydney International 2018
Sydney International 2018 чоловічий і жіночий тенісний турнір, що проходив на відкритих кортах з твердим покриттям NSW Tennis Centre у Сіднеї (Австралія). Відбувсь устодвадцятьшосте. Проходив у рамках Туру ATP 2018 і Туру WTA 2018. Тривав з 7 до 13 січня 2018 року. Вінус Вільямс грала на турнірі вперше за 17 років, через 20 після своєї першої появи на ньому.

## Нарахування очок
| Дисципліна                 | П   | Ф   | ПФ  | ЧФ  | 1/8 | 1/16 | Q   | Q3  | Q2  | Q1  |
| Одиночний розряд, чоловіки | 250 | 150 | 90  | 45  | 20  | 0    | 12  | 6   | 0   | 0   |
| Парний розряд, чоловіки    | 250 | 150 | 90  | 45  | 0   | Н/Д  | Н/Д | Н/Д | Н/Д | Н/Д |
| Одиночний розряд, жінки    | 470 | 305 | 185 | 100 | 55  | 1    | 25  | 18  | 13  | 1   |
| Парний розряд, жінки       | 470 | 305 | 185 | 100 | 1   | Н/Д  | Н/Д | Н/Д | Н/Д | Н/Д |

## Призові гроші
| Дисципліна                 | П        | Ф       | ПФ      | ЧФ      | 1/8     | 1/161  | Q3     | Q2     | Q1   |
| Одиночний розряд, чоловіки | $83,650  | $44,055 | $23,865 | $13,595 | $8,010  | $4,745 | $2,135 | $1,070 | Н/Д  |
| Парний розряд, чоловіки*   | $25,410  | $13,360 | $7,240  | $4,140  | $2,430  | Н/Д    | Н/Д    | Н/Д    | Н/Д  |
| Одиночний розряд, жінки    | $137,125 | $73,201 | $39,132 | $20,970 | $11,245 | $6,140 | $3,210 | $1,705 | $945 |
| Парний розряд, жінки*      | $42,850  | $22,900 | $12,510 | $6,365  | $3,460  | Н/Д    | Н/Д    | Н/Д    | Н/Д  |

1Кваліфаєри отримують і призові гроші 1/16 фіналу.

*на пару

## Учасники чоловічих змагань

### Сіяні
| Країна               | Гравець                 | Рейтинг1 | Посіяний |
| -------------------- | ----------------------- | -------- | -------- |
| Іспанія              | Альберт Рамос Віньйолас | 23       | 1        |
| Люксембург           | Жіль Мюллер             | 25       | 2        |
| Аргентина            | Дієго Шварцман          | 26       | 3        |
| Італія               | Фабіо Фоніні            | 27       | 4        |
| Франція              | Адріан Маннаріно        | 28       | 5        |
| Німеччина            | Філіпп Кольшрайбер      | 29       | 6        |
| Боснія і Герцеговина | Дамір Джумгур           | 30       | 7        |
| Німеччина            | Міша Зверєв             | 33       | 8        |

- 1Ranking станом на 1 січня 2018.

### Інші учасники
Нижче наведено учасників, які отримали вайлдкард на участь в основній сітці:
- Алекс Болт
- Джон Міллман
- Джордан Томпсон

Учасники, що потрапили в основну сітку як особливий виняток:
- Алекс де Мінор
- Жиль Сімон

Нижче наведено гравців, які пробились в основну сітку через стадію кваліфікації:
- Євген Донской
- Данило Медведєв
- Alexei Popyrin
- Aleksandar Vukic

Як щасливий лузер в основну сітку потрапили такі гравці:
- Річардас Беранкіс

### Відмовились від участі
До початку турніру
- Філіп Країнович → його замінив  Річардас Беранкіс
- Кей Нісікорі → його замінив  Віктор Троїцький

### Знялись
- Дамір Джумгур

## Учасники основної сітки в парному розряді

### Сіяні
| Країна     | Гравець         | Країна   | Гравець            | Рейтинг1 | Сіяний |
| ---------- | --------------- | -------- | ------------------ | -------- | ------ |
| Польща     | Лукаш Кубот     | Бразилія | Марсело Мело       | 3        | 1      |
| Нідерланди | Жан-Жульєн Роєр | Румунія  | Горія Текеу        | 15       | 2      |
| Іспанія    | Фелісіано Лопес | Іспанія  | Марк Лопес         | 44       | 3      |
| Індія      | Роган Бопанна   | Франція  | Едуар Роже-Васслен | 44       | 4      |

- 1 Ranking станом на 1 січня 2018.

### Інші учасники
Нижче наведено пари, які отримали вайлдкард на участь в основній сітці:
- Алекс Болт /  Джордан Томпсон
- Christopher O'Connell /  Matt Reid

### Відмовились від участі
Під час турніру
- Дамір Джумгур

## Учасниці

### Сіяні
| Країна          | Гравчиня            | Рейтинг1 | Посіяна |
| --------------- | ------------------- | -------- | ------- |
| Іспанія         | Гарбінє Мугуруса    | 2        | 1       |
| США             | Вінус Вільямс       | 5        | 2       |
| Латвія          | Олена Остапенко     | 7        | 3       |
| Велика Британія | Джоанна Конта       | 9        | 4       |
| Франція         | Крістіна Младенович | 11       | 5       |
| США             | Слоун Стівенс       | 13       | 6       |
| Німеччина       | Юлія Гергес         | 14       | 7       |
| Латвія          | Анастасія Севастова | 16       | 8       |

- 1Рейтинг подано станом на 1 січня 2018.

### Інші учасниці
Нижче наведено учасниць, які отримали вайлдкард на участь в основній сітці:
- Гарбінє Мугуруса
- Еллен Перес
- Олівія Роговська
- Саманта Стосур

Нижче наведено гравчинь, які пробились в основну сітку через стадію кваліфікації:
- Крісті Ан
- Кетрін Белліс
- Вероніка Сепеде Ройг
- Каміла Джорджі

Такі тенісистки потрапили в основну сітку як Щасливі лузери:
- Лара Арруабаррена
- Каріна Віттгефт

### Відмовились від участі
До початку турніру
- Юлія Гергес → її замінила  Каріна Віттгефт
- Анастасія Павлюченкова → її замінила  Катерина Макарова
- Пен Шуай → її замінила  Лара Арруабаррена

Під час турніру
- Гарбінє Мугуруса

### Знялись
- Міряна Лучич-Бароні
- Крістіна Младенович

## Учасниці в парному розряді

### Сіяні
| Країна            | Гравчиня           | Країна | Гравчиня                  | Рейтинг1 | Сіяна |
| ----------------- | ------------------ | ------ | ------------------------- | -------- | ----- |
| Китайський Тайбей | Латіша Чжань       | Чехія  | Андреа Сестіні-Главачкова | 6        | 1     |
| Чехія             | Луціє Шафарова     | Чехія  | Барбора Стрицова          | 21       | 2     |
| Канада            | Габріела Дабровскі | КНР    | Сюй Їфань                 | 34       | 3     |
| Нідерланди        | Кікі Бертенс       | Швеція | Юганна Ларссон            | 39       | 4     |

- 1Ranking станом на 1 січня 2018.

### Інші учасниці
The following team received entry as alternates:
- Лара Арруабаррена /  Лорен Девіс

### Відмовились від участі
До початку турніру
- Олена Весніна

Під час турніру
- Барбора Стрицова

## Переможці

### Одиночний розряд, чоловіки
- Данило Медведєв —  Алекс де Мінор, 1–6, 6–4, 7–5

### Одиночний розряд, жінки
- Анджелік Кербер —  Ешлі Барті, 6–4, 6–4

### Парний розряд, чоловіки
- Лукаш Кубот /  Марсело Мело —  Ян-Леннард Штруфф /  Віктор Троїцький, 6–3, 6–4.

### Парний розряд, жінки
- Габріела Дабровскі /  Сюй Їфань —  Латіша Чжань /  Андреа Сестіні-Главачкова, 6–3, 6–1